# Victor Bushendich Chelogoi
Victor Bushendich Chelogoi (* 1992) ist ein kenianischer Marathonläufer.
2011 gewann er bei seinem Debüt den Salzburg-Marathon mit dem Streckenrekord von 2:14:49 Stunden. 2013 siegte er beim Bukarest-Marathon in 2:14:05 Stunden.
Victor Bushendich Chelogoi gehört zur Trainingsgruppe von Emmanuel Kipchirchir Mutai.